# Schweizerische Bibelgesellschaft
Die Schweizerische Bibelgesellschaft (SB) (frz. Société biblique suisse (SBS), ital. Società biblica svizzera (SBS), rätorom. Societad biblica svizra (SBS)) mit Sitz in Biel ist eine überkonfessionelle schweizerische Non-Profit-Organisation. Sie fungiert als Dachorganisation für die kantonalen Bibelgesellschaften der Schweiz und gehört dem Weltbund der Bibelgesellschaften (United Bible Societies) an.
Die Schweizerische Bibelgesellschaft unterstützt und fördert wissenschaftlich fundierte Übersetzungen und Revisionen der biblischen Texte. Sie beteiligt sich an der Herstellung und Verbreitung der Bibel in diversen Sprachen und Ausgaben in der Schweiz und im Ausland. Sie engagiert sich für einen offenen Dialog über die Bibel in der Gesellschaft. Sie setzt sich dafür ein, die Bibel in verständlicher, moderner und den Bedürfnissen angepasster Form zu den Menschen zu bringen. Dazu kooperiert die Schweizerische Bibelgesellschaft mit Kirchen, christlichen Gemeinschaften und Werken. Die Schweizerische Bibelgesellschaft wurde am 26. November 1955 in Aarau als Nachfolgerin des Bundes der Schweizerischen Bibelgesellschaften gegründet.

## Vision und Mission
Die Schweizerische Bibelgesellschaft zielt darauf, biblische Texte jedem Menschen, der danach verlangt, in der Sprache seines Herzens zur Verfügung zu stellen, und das zu einem Preis, den er sich leisten kann. Dafür unterstützt und fördert sie wissenschaftlich fundierte Übersetzungen und Revisionen der biblischen Texte. Sie beteiligt sich auch an der Herstellung und Verbreitung der Bibel in von Kirchen gewünschten Sprachen und Ausgaben in der Schweiz und im Ausland.

## Organisation

### Übersicht
Die Schweizerische Bibelgesellschaft ist eine überkonfessionelle Non-Profit-Organisation. Sie ist als Verein organisiert. Zu ihren Mitgliedern zählen Kirchen, christliche Gemeinschaften und Werke in der Schweiz sowie Einzelpersonen.
Die Schweizerische Bibelgesellschaft finanziert ihre Arbeit durch Mitgliederbeiträge, Spendengelder, Kollekten, institutionelle Beiträge und den Verkauf eigener Produkte. Sie setzt die Mitgliederbeiträge und einen Anteil aus Spenden und Kollekten zur Finanzierung ihrer Infrastrukturen und ihrer Aufgaben in der Schweiz ein. Sie fördert das Interesse an der Bibel in der Schweiz und unterstützt Kirchen, Gemeinschaften und Einzelpersonen, die dasselbe Ziel verfolgen. Die Schweizerische Bibelgesellschaft stellt die restlichen Einnahmen dem Weltbund der Bibelgesellschaften für Übersetzungs- und Verbreitungsprojekte zur Verfügung.

### Mitglieder
Die Schweizerische Bibelgesellschaft hat 12 Einzelmitglieder (Einzelpersonen) sowie die folgenden 48 Kollektivmitglieder:

#### Landeskirchen
- Reformierte Kirche Aargau
- Evangelisch-reformierte Landeskirche beider Appenzell
- Evangelisch-reformierte Kirche des Kantons Basel-Landschaft
- Evangelisch-reformierte Kirche Basel-Stadt
- Reformierte Kirchen Bern-Jura-Solothurn
- Evangelisch-reformierte Kirche des Kantons Freiburg
- Église protestante de Genève
- Evangelisch-reformierte Landeskirche des Kantons Glarus
- Evangelisch-reformierte Landeskirche Graubünden
- Evangelisch-Reformierte Landeskirche des Kantons Luzern
- Église réformée évangelique du canton de Neuchâtel
- Evangelisch-Reformierte Kirche Nidwalden
- Evangelisch-reformierte Kirchgemeinde Obwalden
- Evangelisch-reformierte Kirche des Kantons Schaffhausen
- Evangelisch-reformierte Kantonalkirche Schwyz
- Evangelisch-Reformierte Kirche Kanton Solothurn
- Evangelisch-reformierte Kirche des Kantons St. Gallen
- Chiesa evangelica riformata nel Ticino
- Evangelische Landeskirche des Kantons Thurgau
- Evangelisch-Reformierte Landeskirche Uri
- Eglise évangélique réformée du canton de Vaud
- Evangelisch-Reformierte Kirche des Wallis
- Reformierte Kirche Kanton Zug
- Evangelisch-reformierte Landeskirche des Kantons Zürich
- Christkatholische Kirche der Schweiz

#### Kirchen und kirchliche Gemeinschaften
- Bund Schweizer Baptistengemeinden
- Eglise évangélique libre du canton de Genève
- Evangelisches Gemeinschaftswerk des Kantons Bern
- Evangelisch-methodistische Kirche in der Schweiz
- Heilsarmee
- Herrnhuter Brüdergemeine in der Schweiz
- Pilgermission St. Chrischona
- Fédération Romande d’Eglises Evangéliques
- Freikirche der Siebenten-Tags-Adventisten – Schweizer Union
- Russisch-Orthodoxe Auferstehungskirche Zürich
- Bund Evangelisch-Lutherischer Kirchen in der Schweiz und im Fürstentum Liechtenstein

#### Werke
- Associazione Biblica della Svizzera Italiana
- Basler Bibelgesellschaft
- Bibelgesellschaft Aargau-Solothurn
- Bibelgesellschaft Baselland
- Bibelgesellschaft Ostschweiz
- Bibellesebund Winterthur
- Bibel+Orient Museum
- Groupes bibliques universitaires
- Institut Dominique Barthélemy (Universität Freiburg)
- Ligue pour la lecture de la Bible
- Mission évangélique Braille
- Stiftung der Evangelischen Gesellschaft des Kantons Zürich

### Partnerorganisationen
Zudem hat die Schweizerische Bibelgesellschaft die folgenden beiden Partnerorganisationen:
- Schweizerisches Katholisches Bibelwerk
- Wycliffe Schweiz

## Mitglied des Weltbundes der Bibelgesellschaften
Die Schweizerische Bibelgesellschaft ist Mitglied des Weltbundes der Bibelgesellschaften (United Bible Societies, UBS).
1946 trafen sich Vertreter von dreizehn Bibelgesellschaften, darunter auch ein Vertreter aus der Schweiz, um den Weltbund der Bibelgesellschaften zu gründen. Gegenwärtig sind rund 150 Mitglieder an der Realisierung der vom UBS ausgewählten und unterstützten Projekte beteiligt. Die Tätigkeit wird gemeinsam finanziert und erstreckt sich auf über 200 Länder. Die Bibelgesellschaften arbeiten mit allen christlichen Kirchen und Gemeinschaften zusammen.